# Wales op het Junior Eurovisiesongfestival
Wales debuteerde in 2018 op het Junior Eurovisiesongfestival.

## Geschiedenis
Als onderdeel van het Verenigd Koninkrijk nam Wales tussen 2003 en 2005 drie keer deel aan het Junior Eurovisiesongfestival. De Britse omroep ITV trok zich in 2006 echter terug, waarna het Verenigd Koninkrijk tot op heden niet meer op het festival verscheen.
In 2008 toonde de Welshe omroep S4C voor het eerst interesse in het Junior Eurovisiesongfestival. De omroep wilde het Welsh in Europa onder de aandacht brengen en trachtte namens het Verenigd Koninkrijk een kandidaat naar het festival af te vaardigen. Dit plan liep uiteindelijk echter op niets uit.
Tien jaar later, op 9 mei 2018, maakte S4C bekend dat Wales alsnog aan zou treden op het Junior Eurovisiesongfestival 2018. Deze stap was opmerkelijk, omdat het hier ging om een onafhankelijke inzending die niet viel onder de vlag van het Verenigd Koninkrijk. In 2017 nam Wales evenwel reeds deel aan Eurovision Choir of the Year. Dit was de eerste keer dat een Brits deelgebied onafhankelijk deelnam aan een festival georganiseerd door de EBU.
Het debuut van Wales op het Junior Eurovisiesongfestival werd geen succes. De 14-jarige Manw strandde met haar liedje Perta op de twintigste en laatste plaats.
In 2019 eindigde Wales op de voorlaatste plaats met 35 punten. Hierna heeft Wales zich teruggetrokken uit het Junior Eurovisiesongfestival.
Nadat in 2022 het Verenigd Koninkrijk is teruggekeerd naar het Junior Eurovisiesongfestival kan Wales niet meer deelnemen aan het liedjesfestijn. Dit omdat het een constituerend land is binnen het Verenigd Koninkrijk en het daardoor alleen zou mogen deelnemen als het Verenigd Koninkrijk dat niet doet.

## Lijst van Welshe deelnames
| Jaar | Artiest  | Lied          | Plaats | Punten | Taal  |
| ---- | -------- | ------------- | ------ | ------ | ----- |
| 2018 | Manw     | Perta         | 20     | 29     | Welsh |
| 2019 | Erin Mai | Calon yn curo | 18     | 35     | Welsh |

| Kleur | Betekenis      |
| ----- | -------------- |
|       | Eerste plaats  |
|       | Tweede plaats  |
|       | Derde plaats   |
|       | Laatste plaats |
|       | Gastland       |

## Gegeven en gekregen punten
| Plaats | Land       | Punten |
| ------ | ---------- | ------ |
| 1      | Georgië    | 18     |
| 2      | Australië  | 12     |
| 2      | Kazachstan | 12     |
| 2      | Polen      | 12     |
| 5      | Frankrijk  | 10     |

| Plaats | Land    | Punten |
| ------ | ------- | ------ |
| 1      | Italië  | 6      |
| 2      | Georgië | 3      |

## Twaalf punten
(Een vetgedrukte editie betekent dat het land die editie won.)
| Twaalf punten gegeven aan: \| Aantal \| Land \| Edities \| \| ------ \| ---------- \| -------- \| \| 1 \| Australië \| 2018 (J) \| \| 1 \| Kazachstan \| 2019 (J) \| (J) = vakjury; (K) = kinderjury (vanaf 2016) |            |          |
| Aantal | Land       | Edities  |
| 1 | Australië  | 2018 (J) |
| 1 | Kazachstan | 2019 (J) |